# The Lost Children
The Lost Children — компіляційний альбом американського хеві-метал -гурту Disturbed. Він був випущений 8 листопада 2011 року.
Альбом був анонсований у серпні 2011 року Девідом Дрейманом через Twitter, де він відповів на кілька запитань щодо альбому.

## Список композицій
| #       | Назва                                                         | Тривалість |
| ------- | ------------------------------------------------------------- | ---------- |
| 1.      | «Hell» (бонус-трек з Ten Thousand Fists)                      | 4:15       |
| 2.      | «A Welcome Burden» (бонус-трек з The Sickness)                | 3:31       |
| 3.      | «This Moment» (трек з Transformers: The Album)                | 3:05       |
| 4.      | «Old Friend» (бонус-трек з Asylum)                            | 3:34       |
| 5.      | «Monster» (бонус-трек з Ten Thousand Fists)                   | 4:04       |
| 6.      | «Run» (бонус-трек з Indestructible)                           | 3:13       |
| 7.      | «Leave It Alone» (бонус-трек з Asylum)                        | 4:07       |
| 8.      | «Two Worlds» (бонус-трек з Ten Thousand Fists)                | 3:33       |
| 9.      | «God of the Mind» (бонус-трек з The Sickness)                 | 3:05       |
| 10.     | «Sickened» (бонус-трек з Ten Thousand Fists)                  | 4:00       |
| 11.     | «Mine» (трек, який не ввійшов у Asylum, мав стати бонусом)    | 5:04       |
| 12.     | «Parasite» (бонус-трек з Indestructible)                      | 3:25       |
| 13.     | «Dehumanized» (бонус-трек з Believe)                          | 3:32       |
| 14.     | «3» (бонус-трек з Asylum, в оригиналі був записаний як сингл) | 4:02       |
| 15.     | «Midlife Crisis» (кавер на пісню гурту Faith No More)         | 4:04       |
| 16.     | «Living After Midnight» (кавер на пісню гурту Judas Priest)   | 4:25       |
| 1:00:59 |                                                               |            |

## Учасники запису
- Девід Дрейман – головний вокал
- Ден Донеган – гітара, клавішні
- Джон Моєр – бас, бек-вокал
- Майк Венгрен – ударні, перкусія
- Стів Кмак — бас (треки: 2, 9, 13)